# Colonia Dieciséis de Noviembre
Colonia Dieciséis de Noviembre är en ort i Mexiko.   Den ligger i kommunen Acapulco de Juárez och delstaten Guerrero, i den södra delen av landet, 290 km söder om huvudstaden Mexico City. Colonia Dieciséis de Noviembre ligger 26 meter över havet och antalet invånare är 314.
Terrängen runt Colonia Dieciséis de Noviembre är kuperad åt nordväst, men åt sydost är den platt. Runt Colonia Dieciséis de Noviembre är det tätbefolkat, med 397 invånare per kvadratkilometer. Närmaste större samhälle är Acapulco, 9,1 km väster om Colonia Dieciséis de Noviembre. Omgivningarna runt Colonia Dieciséis de Noviembre är en mosaik av jordbruksmark och naturlig växtlighet.